# Hallo deutschland

Ehemaliges Logo bis 2013

hallo deutschland ist ein Boulevard- und Schlagzeilenmagazin im Zweiten Deutschen Fernsehen. 
Die Erstausstrahlung von hallo Deutschland erfolgte am 16. Juni 1997. Das halbstündige Magazin wurde seitdem täglich live um 17:15 Uhr ausgestrahlt. Ab dem 18. Januar 2003 gab es zusätzlich eine Wochenendausgabe samstags zunächst um 18 Uhr. Im selben Jahr änderte man die Schreibweise zu hallo deutschland, mit kleinem d. Vom 21. Juni bis 12. August 2011 wurde im Vormittagsprogramm um 11:15 Uhr das Format hallo deutschland emotionen ausgestrahlt. Im Rahmen einer Änderung im ZDF-Programmschema wurde ab Mai 2011 die Sendezeit der Samstagsausgabe auf 18:35 Uhr gelegt, welche zum 15. Juli 2017 eingestellt wurde. Am 2. Januar 2012 wurde die Sendezeit zu Gunsten kürzerer heute-Nachrichten um 17 Uhr auf 35 Minuten ausgedehnt. Die Sendung begann dann schon um 17:10 Uhr. Am 4. Oktober 2023 wurde die Sendezeit erneut verlängert auf 50 Minuten. Die Berichterstattung umfasst seitdem auch Prominente, welche zuvor auf diesem Sendeplatz das mittlerweile eingestellte Magazin Leute heute übernahm. 
Das Magazin hallo deutschland widmet sich Boulevard-Themen wie Unfällen oder Schicksalen aus den Länderstudios in Deutschland. Markenzeichen des Magazins war anfangs ein 25 Meter hoher Heißluftballon, der bei Außenübertragungen eingesetzt wurde. Zu bestimmten Themen werden Sonderausgaben ins Programm aufgenommen, wie hallo deutschland mondän, hallo deutschland hautnah und der ab 22. Dezember 2007 gezeigte Jahresrückblick hallo deutschland emotionen.
Im November 2013 sollte das Studio einen Relaunch erhalten. Bei Proben stellte sich jedoch heraus, dass es erst im Januar 2014 umgesetzt werden konnte. Es entstand ein neues Studio, das zuschauerfreundlicher gestaltet ist. Während einer Hitzewelle im August 2020 wurde nicht aus dem Studio gesendet, sondern open-air vom Gelände des ZDF-Fernsehgartens.

## Moderation
| Aktuelle Moderatoren   | Jahre     | Bemerkung        |
| ---------------------- | --------- | ---------------- |
| Lissy Ishag            | seit 2013 | Hauptmoderatorin |
| Tim Niedernolte        | seit 2020 | Hauptmoderator   |
| Babette von Kienlin    | seit 2009 | Vertretung       |
| Andrea Ballschuh       | seit 2015 | Vertretung       |
| Ralph Szepanski        | seit 2016 | Vertretung       |
| Sandra Maria Gronewald | seit 2020 | Vertretung       |
| Christopher Wehrmann   | seit 2021 | Vertretung       |
| Andreas Klinner        | seit 2022 | Vertretung       |
| Ehemalige Moderatoren  | Jahre     | Bemerkung        |
| Steffen Seibert        | 1997–2000 | Hauptmoderator   |
| Marina Ruperti         | 1997–2001 | Hauptmoderatorin |
| Susanne Stichler       | 2000–2004 | Hauptmoderatorin |
| Marco Schreyl          | 2000–2005 | Hauptmoderator   |
| Yvonne Ransbach        | 2004–2013 | Hauptmoderatorin |
| Ingo Nommsen           | 2005–2012 | Hauptmoderator   |
| Sven Voss              | 2009–2011 | Vertretung       |
| Henner Hebestreit      | 2010      | Vertretung       |
| Sandra Maria Gronewald | 2011–2020 | Hauptmoderatorin |
| Franziska Fischer      | 2011–2013 | Vertretung       |
| Tim Niedernolte        | 2014–2020 | Vertretung       |
| Susanne Conrad         | 2014      | Vertretung       |
| Pierre Geisensetter    | 2014      | Vertretung       |
| Jana Thiel             | 2016      | Vertretung       |
| Alica Jung             | 2022      | Spezialausgabe   |